# Тернбулл, Спенсер
Спенсер Кетчем Тернбулл (англ. Spencer Ketcham Turnbull, 18 сентября 1992, Демополис, Алабама) — американский бейсболист, питчер клуба Главной лиги бейсбола «Детройт Тайгерс». Сыграл ноу-хиттер 18 мая 2021 года.

## Карьера
Спенсер Тернбулл родился 18 сентября 1992 года в Демополисе, штат Алабама. На протяжении трёх лет играл за команду школы Мэдисон Сентрал на позициях питчера и игрока первой базы. В 2009 году вместе с командой он выиграл чемпионат штата Миссисипи. В 2012 году он поступил в Алабамский университет, играл в турнире NCAA за «Кримсон Тайд».
На драфте Главной лиги бейсбола 2014 года Тернбулл был выбран «Детройтом» под общим 63 номером. В том же сезоне он начал профессиональную карьеру, сыграв двенадцать матчей за фарм-команды «Тайгерс». В 2015 году он отыграл первый полный сезон в составе «Вест Мичиган Уайткэпс», проведя на поле 116,2 иннинга без пропущенных хоум-ранов, и продемонстрировал свой потенциал будущего игрока стартовой ротации клуба.
Из-за проблем со здоровьем в 2016 году он провёл на поле только тридцать иннингов. На следующий год Тернбулл играл за «Лейкленд Флайинг Тайгерс» и «Эри Сивулфс», продвинувшись в системе «Детройта» до уровня AA-лиги. Концовку чемпионата он пропустил из-за болей в плече. Это же повреждение беспокоило его и в 2018 году, вынудив пропустить несколько недель. Несмотря на травму, по ходу сезона Тернбулл был переведён из AA-лиги в состав «Толидо Мад Хенс». В чемпионате Международной лиги он провёл на поле 13,1 иннинга с пропускаемостью ERA 2,03 и показателем K/9 12,83. В сентябре его вызвали в основной состав «Тайгерс» и он дебютировал в Главной лиге бейсбола. В сезоне 2019 года Тернбулл сыграл 30 матчей, одержав три победы при 17 поражениях и показателе пропускаемости 4,61. В сокращённом сезоне 2020 года он сыграл в одиннадцати матчах, став лучшим питчером команды с показателем ERA 3,97.
Восемнадцатого мая 2021 года Тернбулл сыграл ноу-хиттер в матче против «Сиэтла», ставший первым для клуба за десять лет.